# Élections législatives de 1928 dans l'Aude
Les élections législatives de 1928 ont eu lieu les 22 et 29 avril 1928.

## Élus
|   | Circonscription | Député élu     |  | Groupe parlementaire                      |
| - | --------------- | -------------- |  | ----------------------------------------- |
| 1 | Carcassonne     | Henri Gout     |  | Républicain radical et radical-socialiste |
| 2 | Castelnaudary   | Jean Mistler   |  | Républicain radical et radical-socialiste |
| 3 | Limoux          | Pierre Sire    |  | Républicain radical et radical-socialiste |
| 4 | 1re de Narbonne | Yvan Pélissier |  | Parti socialiste                          |
| 5 | 2e de Narbonne  | Léon Castel    |  | Républicain radical et radical-socialiste |

## Résultats à l'échelle du département
| Partis         | Partis                                          | Premier tour | Premier tour | Deuxième tour | Deuxième tour | Sièges |
| Partis         | Partis                                          | Voix         | %            | Voix          | %             | Sièges |
| -------------- | ----------------------------------------------- | ------------ | ------------ | ------------- | ------------- | ------ |
|                | Parti républicain radical et radical-socialiste | 32 605       | 46,76        | 31 301        | 56,60         | 4      |
|                | Section française de l'Internationale ouvrière  | 20 490       | 29,38        | 23 291        | 42,11         | 1      |
|                | Alliance démocratique                           | 7 468        | 10,71        |               |               | 0      |
|                | Fédération républicaine                         | 6 065        | 8,70         | 0             |               |        |
|                | Parti communiste-SFIC                           | 3 056        | 4,38         | 545           | 0,99          | 0      |
|                | Socialistes indépendants                        | 49           | 0,07         |               |               | 0      |
|                | Divers                                          |              |              | 170           | 0,31          | 0      |
|                |                                                 |              |              |               |               |        |
| Inscrits       | Inscrits                                        | 86 991       | 100,00       | 71 358        | 100,00        | 5      |
| Votants        | Votants                                         | 70 549       | 81,10        | 56 850        | 79,67         |        |
| Abstentions    | Abstentions                                     | 16 442       | 18,90        | 14 508        | 20,33         |        |
| Blancs et nuls | Blancs et nuls                                  | 816          | 1,16         | 1543          | 2,71          |        |
| Exprimés       | Exprimés                                        | 69 733       | 98,84        | 55 307        | 97,29         |        |

## Résultats par arrondissement

### Arrondissement de Carcassonne
| Candidats      | Candidats      | Étiquette      | Premier tour | Premier tour | Deuxième tour | Deuxième tour |
| Candidats      | Candidats      | Étiquette      | Voix         | %            | Voix          | %             |
| -------------- | -------------- | -------------- | ------------ | ------------ | ------------- | ------------- |
|                | Henri Gout     | PRRRS          | 8 303        | 45,83        | 9 961         | 59,08         |
|                | Hudelle        | SFIO           | 4 782        | 26,40        | 6 762         | 40,11         |
|                | Buscail        | FR             | 4 497        | 24,82        |               |               |
|                | Roy            | PC-SFIC        | 534          | 2,95         | 137           | 0,81          |
|                |                |                |              |              |               |               |
| Inscrits       | Inscrits       | Inscrits       | 22 416       | 100,00       | 22 416        | 100,00        |
| Votants        | Votants        | Votants        | 18 278       | 81,54        | 17 387        | 77,57         |
| Abstention     | Abstention     | Abstention     | 4 138        | 18,46        | 5 029         | 22,43         |
| Blancs et nuls | Blancs et nuls | Blancs et nuls | 162          | 0,89         | 527           | 3,03          |
| Exprimés       | Exprimés       | Exprimés       | 18 116       | 99,11        | 16 860        | 96,97         |

### Arrondissement de Castelnaudary
| Candidats      | Candidats      | Étiquette      | Premier tour | Premier tour | Deuxième tour | Deuxième tour |
| Candidats      | Candidats      | Étiquette      | Voix         | %            | Voix          | %             |
| -------------- | -------------- | -------------- | ------------ | ------------ | ------------- | ------------- |
|                | Jean Mistler   | PRRRS          | 7 042        | 46,68        | 8 339         | 60,05         |
|                | Georgin        | AD             | 4 744        | 31,45        |               |               |
|                | Rivière        | SFIO           | 3 085        | 20,45        | 5 475         | 39,43         |
|                | Marsérou       | PC-SFIC        | 214          | 1,42         |               |               |
|                | Divers         | Divers         |              |              | 73            | 0,53          |
|                |                |                |              |              |               |               |
| Inscrits       | Inscrits       | Inscrits       | 17 989       | 100,00       | 17 989        | 100,00        |
| Votants        | Votants        | Votants        | 15 306       | 85,09        | 14 472        | 80,45         |
| Abstention     | Abstention     | Abstention     | 2 683        | 14,91        | 3 517         | 19,55         |
| Blancs et nuls | Blancs et nuls | Blancs et nuls | 221          | 1,44         | 585           | 4,04          |
| Exprimés       | Exprimés       | Exprimés       | 15 085       | 98,56        | 13 887        | 95,96         |

### Arrondissement de Limoux
| Candidats      | Candidats      | Étiquette      | Premier tour | Premier tour | Deuxième tour | Deuxième tour |
| Candidats      | Candidats      | Étiquette      | Voix         | %            | Voix          | %             |
| -------------- | -------------- | -------------- | ------------ | ------------ | ------------- | ------------- |
|                | Pierre Sire    | PRRRS          | 6 216        | 46,10        | 7 529         | 58,04         |
|                | Pons           | SFIO           | 4 252        | 31,53        | 5 351         | 41,25         |
|                | Terral         | AD             | 2 724        | 20,20        |               |               |
|                | Bourretterre   | PC-SFIC        | 293          | 2,17         |               |               |
|                | Divers         | Divers         |              |              | 91            | 0,70          |
|                |                |                |              |              |               |               |
| Inscrits       | Inscrits       | Inscrits       | 16 970       | 100,00       | 16 970        | 100,00        |
| Votants        | Votants        | Votants        | 13 610       | 80,20        | 13 318        | 78,48         |
| Abstention     | Abstention     | Abstention     | 3 360        | 19,80        | 3 652         | 21,52         |
| Blancs et nuls | Blancs et nuls | Blancs et nuls | 125          | 0,92         | 347           | 2,61          |
| Exprimés       | Exprimés       | Exprimés       | 13 485       | 99,08        | 12 971        | 97,39         |

### Arrondissement de Narbonne

#### 1recirconscription
| Candidats      | Candidats      | Étiquette              | Premier tour | Premier tour | Deuxième tour | Deuxième tour |
| Candidats      | Candidats      | Étiquette              | Voix         | %            | Voix          | %             |
| -------------- | -------------- | ---------------------- | ------------ | ------------ | ------------- | ------------- |
|                | Yvan Pélissier | SFIO                   | 4 839        | 44,68        | 5 703         | 49,21         |
|                | Gourgon        | PRRRS                  | 4 817        | 44,47        | 5 472         | 47,22         |
|                | Grésa          | PC-SFIC                | 1 125        | 10,39        | 408           | 3,52          |
|                | Rouzon         | Socialiste indépendant | 49           | 0,45         |               |               |
|                | Divers         | Divers                 |              |              | 6             | 0,05          |
|                |                |                        |              |              |               |               |
| Inscrits       | Inscrits       | Inscrits               | 13 983       | 100,00       | 13 983        | 100,00        |
| Votants        | Votants        | Votants                | 10 989       | 78,59        | 11 673        | 83,48         |
| Abstention     | Abstention     | Abstention             | 2 994        | 21,41        | 2 310         | 16,52         |
| Blancs et nuls | Blancs et nuls | Blancs et nuls         | 159          | 1,45         | 84            | 0,72          |
| Exprimés       | Exprimés       | Exprimés               | 10 830       | 98,55        | 11 589        | 99,28         |

#### 2ecirconscription
| Candidats      | Candidats      | Étiquette      | Premier tour | Premier tour |
| Candidats      | Candidats      | Étiquette      | Voix         | %            |
| -------------- | -------------- | -------------- | ------------ | ------------ |
|                | Léon Castel    | PRRRS          | 6 227        | 50,97        |
|                | Montel         | SFIO           | 3 532        | 28,91        |
|                | Dumont         | FR             | 1 568        | 12,83        |
|                | Roussel        | PC-SFIC        | 890          | 7,28         |
|                |                |                |              |              |
| Inscrits       | Inscrits       | Inscrits       | 15 633       | 100,00       |
| Votants        | Votants        | Votants        | 12 366       | 79,10        |
| Abstention     | Abstention     | Abstention     | 3 267        | 20,90        |
| Blancs et nuls | Blancs et nuls | Blancs et nuls | 149          | 1,20         |
| Exprimés       | Exprimés       | Exprimés       | 12 217       | 98,80        |